# Krupp

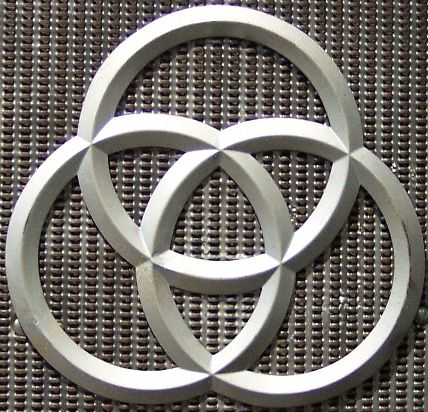
Biểu tượng của Krupp gồm ba vòng tròn, dựa trên radreifen - loại bánh xe lửa đúc liền khối do Alfred Krupp sáng chế ra. Biểu tượng này hiện tại là một kiểu logo của tập đoàn ThyssenKrupp.

Nhà Krupp là một dòng họ Đức nổi tiếng từ 400 năm nay ở Essen, trở lên nổi tiếng nhờ những sản phẩm thép và công nghiệp sản xuất đạn dược và vũ khí của họ. Dòng họ kinh doanh này, được biết đến là Friedrich Krupp AG Hoesch-Krupp, đã từng là công ty lớn nhất ở châu Âu vào những năm đầu của thế kỷ 20. Năm 1999, công ty này sát nhập với Thyssen AG tạo thành tập đoàn ThyssenKrupp AG, một tập đoàn công nghiệp khổng lồ.